# 이희탁
이희탁(1986년 5월 27일 ~)은 대한민국의 성우이다. 2010년 KBS 35기로 입사했으며 한국방송 성우극회 소속.

## 출연작품

### 외화

#### 드라마
- 리썰 웨폰(KBS) - 앨런(라마 스튜어트)
- 삼국지(KBS) - 점원

#### 영화
- 노트북 (KBS) - 의사(메튜 베리)
- 더 레이디 (KBS) - 아웅산(포 조) / 피니스 교수(앤턴 레서) / 방송 리포터
- 사랑할 때 버려야 할 아까운 것들 (KBS) - 경매남(매튜 맥컬럽)
- 송 포 유 (KBS) - 심사위원(앨런 루스코)
- 스테이트 오브 플레이 (KBS) - 퍼셀(쉐인 에델만)
- 워터 디바이너 (KBS) - 군인(마이클 도어맨)
- 클로저 (KBS) - 공항 세관원(콜린 스틴턴) / 전시회 손님(레너드 실버)
- 맹룡과강 (KBS) - 로버트(진병치) / 보스의 부하(황인식)
- 본 얼티메이텀 (KBS) - 추적 요원(카이 마틴) / 지하철 안내방송
- 와즈다 (KBS) - 백화점 옷가게 직원(사우드 오타이비)
- 꾸뻬씨의 행복여행 (KBS) - 마르셀(안소니 오즈예미) / 클라라의 친구(빈센트 게일) / 중국인 남자 / 아프리카 남자(센조 빌라카지)
- 오즈: 그레이트 앤드 파워풀(KBS) - 오즈의 세계 사람(댄 넬슨)

### 다큐멘터리
- 한국기행 (EBS) 화면해설 내레이션
- 2014.10.12 SBS 스페셜 (SBS) 세상은 생각보다 단순하다
- 2016.09.10 KBS 글로벌 다큐멘터리 (KBS) <자연의 힘> 1부 형태
- 2016.09.17 KBS 글로벌 다큐멘터리 (KBS) <자연의 힘> 2부 지구의 움직임
- 2016.09.17 KBS 글로벌 다큐멘터리 (KBS) <자연의 힘> 3부 원소
- 2016.09.17 KBS 글로벌 다큐멘터리 (KBS) <자연의 힘> 4부 색

### 라디오 드라마
소설극장 (KBS 3라디오)
- 2010.02.08 ~ 2010.03.13 김원일 <마당 깊은 집> (정기사)
- 2010.04.06 ~ 2010.04.10 윤대녕 <고래등> (상이군인)
- 2010.05.29 ~ 2010.05.30 박완서 <그래도 해피 엔드> (택시기사)
- 2010.07.24 ~ 2010.08.27 박민규 <삼미 슈퍼스타즈의 마지막 팬클럽> (나)
- 2010.08.28 ~ 2010.09.01 F. 스콧 피츠제럴드 <벤자민버튼의 시간은 거꾸로 간다> (예일대 학생 / 보초)
- 2010.09.04 ~ 2010.09.08 F. 스콧 피츠제럴드 <낙타 엉덩이> (택시기사 / 남자)
- 2010.09.10 ~ 2010.09.16 F. 스콧 피츠제럴드 <리츠칼튼 호텔만 한 다이아몬드> (남자)
- 2010.09.10 ~ 2010.09.24 F. 스콧 피츠제럴드 <메이데이> (웨이터 / 엘리베이터맨)
- 2010.09.26 ~ 2010.10.01 F. 스콧 피츠제럴드 <오, 적갈색 머리카락 마녀> (제롤드 / 운전수)
- 2010.10.06 ~ 2010.10.06 F. 스콧 피츠제럴드 <산골소녀, 제미나> (보스코 돌드럼)
- 2010.12.06 ~ 2011.01.01 김중혁 <악기들의 도서관> (형사 / 면접관 / 역무원 / 친구 / 사진 기자 / 정씨 외)
- 2011.01.02 ~ 2011.02.13 조정래 <허수아비 춤> (김동석 / 부장검사 외)
- 2011.02.14 ~ 2011.04.06 은희경 <소년을 위로해줘> (학생 / 채영 아버지)
- 2011.04.07 ~ 2011.05.21 권비영 <덕혜옹주> (사내 / 영친왕)
- 2011.05.22 ~ 2011.07.02 박완서 <아주 오래된 농담> (심영빈)
- 2011.09.28 ~ 2011.11.04 오세영 <북벌> (하멜 / 묘선의 오라비)
- 2011.11.05 ~ 2011.11.14 성석제 <호랑이를 봤다> (로열티 수입 전문 박사 / 아사리의 사전적 정의 낭독)
- 2011.11.15 ~ 2012.01.23 정유정 <7년의 밤> (의사)

라디오 극장 (KBS 한민족 방송)
- 2010.02.01 ~ 2010.02.28 박범신 <풀입에서 눕다> (득수 / 의사 / 노인5 / 저격수1)
- 2010.03.01 ~ 2010.03.31 이덕일 <이회영과 젊은 그들> (순사 / 임경호 / 학생 / 검사 / 유기석 / 왕아초 / 노광적 외)
- 2010.07.01 ~ 2010.07.31 권비영 <덕혜옹주> (부관 / 사내2 / 기사 낭독 / 의친왕 / 사내2 / 청년)
- 2010.08.01 ~ 2010.08.31 김성종 <최후의 증인> (김 변호사 / 형사 / 중년 / 강만호 아들 / 판사 / 부장 / 사장 / 교수)
- 2010.10.01 ~ 2010.10.31 진   산 <대사형> (연청 / 표사 / 산동삼흉3 / 석수도장 / 도사2 / 현우진인 / 남궁정)
- 2010.11.01 ~ 2010.11.30 양귀자 <원미동 사람들> (짐꾼 / 청소부 김씨 / 양복쟁이2 / 나씨)
- 2010.12.01 ~ 2010.12.31 권지예 <4월의 물고기> (윤박사)
- 2011.01.01 ~ 2011.01.31 권현숙 <에어홀릭> (군중1 / 남생도 / 루다 큰삼촌 / 남정네2 / 영석 / 규 부 / 남자선배 외)
- 2011.05.01 ~ 2011.05.31 박석준 <그루터기> (피재수)
- 2011.06.01 ~ 2011.06.30 천명관 <고령화 가족> (헤밍웨이 / 구씨)
- 2011.07.01 ~ 2011.07.31 권현숙 <루마니아의 연인> (점성술사 / 보리스)
- 2011.08.01 ~ 2011.08.31 김탁환 <열하광인> (백동수)
- 2012.01.01 ~ 2012.01.31 한수영 <플루토의 지붕> (녹두장군)
- 2012.11.01 ~ 2012.11.30 김별아 <채홍> (세종대왕)

라디오 독서실 (KBS 2라디오)
- 2010.03.28 김재영 <폭식> (의사)
- 2010.05.02 이장욱 <변희봉> (배우1)
- 2010.05.23 박찬순 <발해풍의 정원> (고려인)
- 2010.06.06 배명훈 <안녕, 인공존재> (통제관)
- 2010.06.27 박조열 <오장군의 발톱> (병사2)
- 2010.07.04 윤고은 <1인용 식탁> (직원1)
- 2010.07.25 김성종 <오해> (경찰)
- 2010.08.01 김종일 <도둑놈의 갈고리> (남자2)
- 2010.08.08 전건우 <진실게임> (호진)
- 2010.08.22 채만식 <논 이야기> (젊은 한생원)
- 2010.08.29 이기호 <밀수록 다시 가까워지는> (정비사)
- 2010.09.05 최대환 <바다위의 주유소> (직원)
- 2010.09.12 이명랑 <부디 아프지마> (남편)
- 2010.09.19 이윤기 <손님> (처녀 부)
- 2010.10.24 이시은 <손> (직원1)
- 2010.10.31 이   상 <날개> (행인)
- 2010.11.14 하성란 <1984년> (진행자)
- 2010.11.28 성석제 <인간적이다> (전문가)
- 2010.12.05 박완서 <자전거 도둑> (손님2)
- 2010.12.12 심윤경 <가을볕> (경비)
- 2010.12.19 이근삼 <국물 있사옵니다> (배영민)
- 2010.12.26 한창훈 <밤눈> (남자1)
- 2011.01.02 이호철 <나상> (아버지 / 경비병4)
- 2011.01.09 전경린 <강변마을> (외삼촌)
- 2011.01.16 정재민 <미스터리 존재방식> (형사 / 그리섬)
- 2011.01.30 설은영 <집시, 달을 굽다> (약사)
- 2011.02.06 라유경 <낚시> (중년)
- 2011.02.13 박완서 <그 남자네 집> (성우)
- 2011.02.20 해이수 <절정(絶頂)> (적왕)
- 2011.02.27 전광용 <꺼삐딴 리> (브라운)
- 2011.03.27 윤고은 <해마, 날다> (아버지)
- 2011.04.03 김연수 <세계의 끝 여자친구> (노인)
- 2011.04.24 백영옥 <청첩장 살인사건> (선배)
- 2011.06.05 강영숙 <문래에서> (남편)
- 2011.06.19 김애란 <물속 골리앗> (동료1)
- 2011.07.10 김도연 <사람 살려> (호랑이)
- 2011.08.07 정석화 <킬 힐> (남기현)
- 2011.08.28 염승숙 <노 웨어 맨> (빚쟁이1)
- 2011.10.02 이혜경 <북촌> (S)
- 2011.12.25 오세혁 <크리스마스에 30만원을 만날 확률> (직원)
- 2012.03.25 전석순 <악수> (아버지)

KBS 무대 (KBS 한민족 방송)
- 2010.03.20 당신의 창문이 열릴 때 (버스 기사)
- 2010.04.03 선택
- 2010.05.01 쌍둥이 남매
- 2010.05.08 마지막 도부꾼, 길 위에 지다 (청년)
- 2010.05.22 엄마의 햄스터 (남1)
- 2010.05.29 눈부신 5월의 햇살 속으로
- 2010.08.21 동행 (의사)
- 2010.09.18 반달 송편
- 2010.11.13 침입자
- 2010.12.11 그의 방이니까요 (택배기사)
- 2011.02.12 늙은 엄마의 첫날밤 (택시기사)
- 2011.02.26 호각소리 (기자1)
- 2011.03.05 고향의 봄 (택시기사)
- 2011.03.19 교수님을 부탁해 (의사)
- 2011.05.21 황금 테두리 (테이크아웃커피점 사장)
- 2011.06.18 거울 속의 나 (직원)
- 2011.06.25 나는 누구입니까? (국군2)
- 2011.07.02 웨딩 브레이커 (사진사)
- 2011.09.24 502호 그 여자 (교사)
- 2011.10.22 깜빡 깜빡 깜빡 (김군)
- 2011.11.19 그 남자의 귀향 (남자)
- 2011.12.17 무다잡 전당포 (이경사)
- 2011.12.24 나를 연애하게 하라 (바텐더)

대한민국 경제실록 (KBS 1라디오)
- 2010.04.19 ~ 2010.07.20 제01화 IMF가 있었다 (강봉균 외)
- 2010.07.21 ~ 2010.09.21 제02화 세계경영, 그 꿈과 좌절의 기록들 (김우중 비서)
- 2010.09.22 ~ 2010.12.01 제03화 개발연대의 개막 (죄수)
- 2010.12.02 ~ 2011.01.26 제04화 경제개발, 그 종잣돈을 찾아라 (루트비히 에르하르트 외)
- 2011.01.27 ~ 2011.03.09 제05화 수출입국-영광과 시련의 발자취 (비서실 직원 외)
- 2011.03.10 ~ 2011.04.20 제06화 철의 신화 (황경노 외)
- 2011.04.21 ~ 2011.06.17 제07화 한국경제의 대동맥 경부고속도로 (심한식 외)
- 2011.06.20 ~ 2011.08.16 제08화 검은 황금, 오일머니를 잡아라 (김용재 외)
- 2011.08.17 ~ 2011.10.26 제09화 서울, 고도성장의 신화 (박춘명 외)
- 2011.10.27 ~ 2011.12.30 제10화 한국경제의 엔진, 자동차 (정주하 외)
- 2012.05.02 ~ 2012.07.13 제13화 5공화국 사채파동 (경위)

사랑의 책방 (KBS 3라디오)
- 2011.01.03 ~ 2011.12.31 <그때 그 느낌> (낭독)

경제를 배웁시다 (KBS 한민족 방송)
- 2010.12.28 ~ 2011.12.30 <콩트로 배우는 경제> (성우 연기)

다큐멘터리 역사를 찾아서 (KBS 1라디오)
- (연기)

경제를 배웁시다 (KBS 한민족 방송)
- 2010.09.22 추석특집 동화로 배우는 경제 3부 <해상왕 장보고> (칠복)

KBS 라디오 특집 2부작 <까레이스키 끝나지 않은 유랑> (KBS)
- 2010.09.30 제1부 리야곱과 그의 아들들 (남자)

특집기획 라디오 다큐멘터리, 라디오 드라마 (KBS)
- 2010.03.01 3.1절 특집 다큐멘터리 <우록리의 3.1절> (일본 병사 / 조선 병사)
- 2010.06.24 한국전쟁 60주년 특별기획 라디오 다큐멘터리 극장 <이별의 부산정거장> (남자)
- 2011.11.30 KBS 안동 방송국 라디오 특집 다큐멘터리 <세계문화유산 1년, 앞으로 100년> (산신령)

북방동포 체험수기 특집 <한민족의 얼을 지키는 사람들> (KBS 한민족 방송)
- 2010.12.31 제2부 엄마의 한복 사랑 (아들)